# Зодия
Зодия е термин от българската астрологическа практика, като в съответния контекст се изчерпва от по-добре определеното понятие „знак“. Отвъд това значение се предполага, че думата означава и някакъв личностен (психологически) тип, чието съществуване е базисно предположение за астрологията в популярната ѝ форма. Директен превод за българското съществително име липсва на повечето европейски езици.
В астрологията знак, ако не е указано друго, се подразбира като слънчев знак, т.е. интервал от време обхващащ точно 1/12 от календарната година. Това е и първичното значение на „зодия“. Имената на зодиите повтарят тези на зодиакалните съзвездия. Съществуването на достатъчно добре определени личностни типове, традиционно свързвани със зодиите не се потвърждава емпирично.
Българският термин допуска и разширена по аналогия употреба като се говори за „китайски зодии“, „лунни зодии“, и др.